# Jerzy Bąk (koszykarz)
Jerzy Bąk (ur. 1952) – polski koszykarz, występujący na pozycji skrzydłowego, medalista mistrzostw Polski.

## Osiągnięcia
Drużynowe
- Srebrny medalista mistrzostw Polski (1976)
- Zdobywca pucharu Polski (1975)
- Finalista pucharu Polski (1976, 1980)